# Daab
Daab – polski zespół muzyczny grający muzykę reggae, który powstał pod koniec 1982 roku. Występował pod hasłem „Daab – muzyka serc”. Nazwa formacji to pierwsze litery imion jej założycieli, z drobną zmianą, gdzie „P” zamienione zostało na „B”.

## Historia
Zespół został założony w grudniu 1982 roku przy klubie studenckim „Riviera-Remont” w Warszawie przez Dariusza Gierszewskiego, Andrzeja Zeńczewskiego, Artura Miłoszewskiego i Piotra Strojnowskiego. Pierwszy koncert zespół zagrał na wiosnę 1983 roku. Wkrótce powiększył się o Waldemara Deskę, Andrzeja Krzywego i Jarosława Woszczynę. W tym składzie  z udziałem trębacza Fryderyka Pawelca grupa nagrała piosenki na pierwszy singel „Do plastica”/„Przed nami wielka przestrzeń”, wydany w roku 1984. Piosenki te śpiewali Strojnowski („Do plastica”) i Zeńczewski („Przed nami wielka przestrzeń”).
Po ostatecznym przejściu Zeńczewskiego do formacji T.Love pierwszoplanowe partie wokalne przejął Strojnowski. W tym czasie Daab intensywnie koncertował, m.in. odwiedził festiwale w całej Polsce, a także wystąpił w Amsterdamie oraz w Paryżu. W połowie roku 1985 grupa nagrała debiutancki album Daab, wydany na wiosnę następnego roku. Na płycie znalazło się wiele przebojów – „Kalejdoskop moich dróg”, „Fala ludzkich serc”, „W zakamarkach naszych dusz”, instrumentalny „Fryzjer na plaży”, „Ogrodu serce”. Ten ostatni cieszył się wyjątkową popularnością i stał się największym hitem w historii Daabu. W momencie wydania płyty zespół działał już w innym składzie – odeszli Woszczyna oraz Strojnowski. Tego pierwszego zastąpił Tomasz Pierzchalski, rolę drugiego wokalisty przejął Krzywy, doszedł też gitarzysta Krzysztof Zawadka (eks-XXCS i Oddział Zamknięty; później m.in. T.Love i Chocolate Spoon). W tym zestawieniu zespół nagrał płytę Ludzkie uczucia, która ukazała się pod koniec roku 1987. Okładkę zaprojektowała Anna Socha VanMatre.
Po ukazaniu się Ludzkich uczuć Krzywy podjął współpracę z De Mono, by wkrótce na rzecz tego zespołu opuścić Daab (wrócił, podobnie jak i Strojnowski, na koncert w Jarocinie w 1989). W tej sytuacji na powrót z T. Love zdecydował się Zeńczewski, Miłoszewskiego natomiast zastąpił Dariusz Chociej. Ci muzycy wystąpili na koncercie w katowickim Spodku z okazji dziesięciolecia Dżemu w czerwcu 1989 oraz – przy użyciu automatu perkusyjnego – nagrali album III (1989). Trzy lata później członkowie Daabu zdecydowali się na ponowną rejestrację tych utworów, wydając je – wraz z kilkoma nowymi i ze zmienioną kolejnością ścieżek – w cyfrowym formacie na płycie kompaktowej (była to pierwsza płyta kompaktowa w dyskografii grupy). W tym czasie skład ustabilizował się, a jego trzon tworzyli współzałożyciele Zeńczewski, Miłoszewski i Gierszewski, z którymi współpracowali: gitarzysta Michał Grymuza (m.in. z Armii i zespołu Edyty Bartosiewicz) oraz Grzegorz Rytka, Piotr Korzeniowski, Jacek Wojcieszuk.
W dziesiątą rocznicę powstania grupy Daab wydany został album kompilacyjny To co najlepsze z dziesięciu lat (1983–93) (1993). Wszystkie umieszczone na nim piosenki muzycy nagrali ponownie. Swój jubileusz zespół uczcił także serią koncertów, z których największe odbyły się na festiwalu w Węgorzewie (1993) oraz Rock Famie w Świnoujściu.
1 sierpnia 2008 zespół wystąpił na Przystanku Woodstock. 14 sierpnia 2008 roku Daab wystąpił na Ostróda Reggae Festiwal, obchodząc tam 25-lecie swojej działalności.
27 listopada 2020 zmarł Piotr Strojnowski.
W 2025 w zespole doszło do rozłamu, a tym samym sporu o prawa do nazwy zespołu. Dariusz Gierszewski kontynuował działalność zespołu jako Daab Muzyka Serc z nowym wokalistą w składzie, zaś Andrzej Zeńczewski i Artur Miłoszewski pod oryginalną nazwą Daab. Od tego czasu istnieją dwa składy nawiązujące do dawnego zespołu.

## Muzycy
Źródło

### Daab – skład zespołu
- Andrzej Zeńczewski
- Artur Miłoszewski
- Marek Makles
- Przemysław Pacan
- Piotr Szewczenko
- Błażej Koza

### Byli członkowie
- Piotr Strojnowski
- Grzegorz Rytka
- Tomasz Pierzchalski
- Jarosław Woszczyna
- Marek Bychawski
- Fryderyk Pawelec
- Dariusz Chociej
- Michał Grymuza
- Andrzej Krzywy
- Krzysztof Zawadka
- Bartosz Dachowski
- Sławomir Janowski
- Wojciech Sawicki
- Marek Abramowicz
- Waldemar Deska

## Dyskografia

### Albumy studyjne
- 1986 – Daab
- 1987 – Ludzkie uczucia
- 1989 – Daab III
- 1992 – Daab III (materiał nagrany ponownie uzupełniony o kilka nowych utworów)[12]
- 1993 – To co najlepsze z dziesięciu lat (1983–93)

### Kompilacje
- 1992 – Best Of[13]
- 2004 – Fala ludzkich serc[14]
- 2007 – Gwiazdy polskiej muzyki lat 80.[15]
- 2007 – Wieczny pielgrzym[16]
- 2014 – Kolory muzyki[17]
- 2015 – The Very Best of – Bursztynowa kolekcja[18]
- 2015 – The Best – Fala ludzkich serc[19]

### Wydania specjalne
- 2004 – Daab / Ludzkie Uczucia / III (materiał z trzech pierwszych płyt zespołu + nagrania bonusowe, wydane na 3 CD)[20]

### Notowane utwory
| Rok  | Tytuł                             | Pozycje |
| Rok  | Tytuł                             | LP3     |
| ---- | --------------------------------- | ------- |
| 1984 | „Przed nami wielka przestrzeń”    | 13      |
| 1985 | „Ogrodu serce”                    | 2       |
| 1985 | „Fryzjer na plaży”                | 19      |
| 1985 | „Po trzykroć pytam”               | 27      |
| 1986 | „Kalejdoskop moich dróg”          | 23      |
| 1986 | „Podzielono świat”                | 9       |
| 1987 | „Moje paranoje”                   | 24      |
| 1992 | „Obok siebie”                     | 29      |
| 1995 | „Sztandar szczęścia” (& Graża T.) | 6       |